# Schedorhinotermes putorius
Schedorhinotermes putorius es una especie de termita subterránea del género Schedorhinotermes, de la familia Rhinotermitidae, orden Blattodea.

## Distribución
Se distribuye por África: República Democrática del Congo, Guinea-Bisáu, Santo Tomé y Príncipe, Uganda, Angola, Camerún, República Centroafricana, Guinea Ecuatorial, Gabón, Ghana, Guinea, Costa de Marfil, Nigeria y Sierra Leona.

## Taxonomía
Fue descrita por Sjöstedt en 1896.
Tratamiento taxonómico
La especie aparece registrada y publicada en Termiten aus Kamerun. Entomologisk Tidskrift, 17(4), 297–298.